# Zastava Dominikanske Republike
Zastava Dominikanske Republike sastoji se od centriranog bijelog križa, koji se proteže do rubova zastave i dijeli je na četiri pravokutnika crvene i plave boje raspoređene ukršteno. Na državnoj zastavi u centru križa nalazi se grb Dominikanske Republike, koji se sastoji od štita, lovorove grančice s lijeve strane i palminog lista s desne. Iznad grba u plavoj vrpci nalazi se ispisan državni moto: Dios, Patria, Libertad (Bog, Domovina, Sloboda). 
Ispod štita na crvenoj vrpci ispisano je República Dominicana. Na centru štita, podržana s tri koplja s bočnih strana, nalazi se otvorena Biblija iznad koje je mali križ. Smatra se da je Biblija otvorena na Evanđelju po Ivanu 8:32, koje glasi "Istina će te osloboditi".